# Štítkování pneumatik
Štítkování pneumatik je způsob značení pneumatik, které se v Evropě stalo od 1. listopadu 2012 povinným v souladu s nařízením (ES) č. 1222/2009.[zdroj?]
Označení štítkem je povinné pro všechny pneumatiky prodávané v Evropské unii a týká se osobních vozidel (C1), lehkých dopravních vozidel (C2) a vozidel těžké váhy (C3). Pneumatiky, na které se tzv. štítkování nevztahuje, jsou: protektorované pneumatiky, terénní pneumatiky pro profesionály, pneumatiky vyrobené pro vybavení vozidel registrovaných před 1. říjnem 1990,  dočasné náhradní pneumatiky typu T, pneumatiky s rychlostním indexem menším než 80 km/h, pneumatiky s hroty, pneumatiky pro závodní automobily, pneumatiky namontované na ráfcích menších nebo rovny 25,4 cm či větších  nebo rovny 63,5 cm.
Cílem tohoto značení pneumatik je poskytovat lepší informace spotřebitelům při nákupu pneumatik, přispět ke snížení negativních dopadů na životní prostředí a zlepšit bezpečnost silničního provozu v Evropě.

## Kritéria
Evropské značení pneumatik má 3 kritéria: energetickou účinnost, brzdění na mokru a hluk vnějšího kroužku.

### Energetická účinnost
Energetická účinnost je první kritérium, které si můžete přečíst na štítku. Měli byste vědět, že pneumatika se podílí 20% na spotřebě paliva. To je totiž právě její valivý odpor, který zvyšuje spotřebu energie. Objevíte ho v levém horním rohu, kde jsou jednotlivé třídy od A (s nejnižším valivým odporem) po G.

### Brzdění na mokru
Toto kritérium třídí pneumatiky podle jejich brzdné dráhy na mokrém povrchu. Pneumatiky jsou klasifikovány od A do G. Například vozidlo vybavené pneumatikami s označením A zabrzdí na mokré vozovce při rychlosti 80 km/h o 18 metrů dříve než auto s pneumatikami F.

### Hluk na vnější vozovce
Měří se v decibelech z vnějšího hluku způsobeného válcováním pneumatik. Pneumatiky, které vytváří hluk do 68 dB, jsou považovány za nejtišší, zatímco ty, jež vytváří hluk vyšší než 74 dB, jsou považovány za velmi hlučné. Nezapomeňte, že decibely jsou založeny na logaritmické stupnici a hodnota větší než 3 dB se rovná dvojnásobku hluku.

## Očekávání a přijímání štítků pneumatik v Evropě
Před zahájením značení pneumatik štítky, bylo velké množství evropských spotřebitelů (71 %), které  potřebovalo při nákupu pneumatik radu. Osm spotřebitelů z deseti pokládá zavedení označování pneumatik za velmi užitečné. 
Ale jakkoliv bylo značení pneumatik iniciativou, jež byla dobře přijata, jeden rok po jeho zavedení ho spotřebitelé stále málo využívají. Ve skutečnosti, porovnávatel pneumatik rezulteo ve spolupráci s Ipsos provedl průzkum jeden rok po zavedení značení pneumatik, který ukázal, že existuje pouze 8 % lidí, kteří znají tato tři kritéria a pouze 36 % z nich jim v průběhu nákupu věnuje pozornost. 
Nadále se tak bude v nadcházejících letech[kdy?] sledovat chování spotřebitelů, aby se dopátralo výsledku, zda spotřebitelé jsou více citliví na přítomnost štítku na pneumatice či nikoliv.

## Značení v jiných zemích
Evropské značení pneumatik je největší iniciativou v této oblasti. Existují ale i další země, ve kterých byl zaveden podobný systém.

### Japonsko
Japonsko má podobné značení tomu evropskému. Má však pouze dvě kritéria : energetickou účinnost a brzdění na mokru.
První kritérium je rozděleno do pěti tříd : AAA , AA , A , B a C. Zatímco druhé je rozděleno do čtyř tříd: A, B, C a D.

### Jižní Korea
Stejně jako japonské značení, tak i korejský systém štítkování je založen na dvou stejných výkonnostních kritériech klasifikovaných stupnicí od 1 do 5.